# Streptoglossa adscendens
Streptoglossa adscendens là một loài thực vật có hoa trong họ Cúc. Loài này được (Benth.) Dunlop miêu tả khoa học đầu tiên năm 1981.